# Flavobacterium
Genre
Le genre Flavobacterium rassemble des bactéries en forme de bâtonnet, à coloration de gram négatif, non fermentantes et aérobies strict.
Les Flavobacterium sont des bactéries présentes dans le sol ou les eaux douces. Certaines espèces comme Flavobacterium psychrophilum sont pathogènes pour les poissons.
Une souche a développé la capacité de digérer des sous-produits du nylon.

## Taxonomie
Le nom correct complet (avec auteur) de ce taxon est Flavobacterium Bergey et al. 1923.
L'espèce type est : Flavobacterium aquatile corrig. (Frankland & Frankland 1889) Bergey et al. 1923.

### Étymologie
Le nom Flavobacterium vient du latin flavus, qui veut dire jaune. En effet, les premières bactéries du genre découvertes se multipliaient en créant des taches jaunes. L'étymologie du nom spécifique est la suivante : Fla.vo.bac.te.ri.um. L. masc. adj. flavus, jaune; N.L. neut. n. bacterium, un petit bâtonnet et en biologie une bactérie (appelé ainsi car les premières observées avaient une forme de bâtonnet; N.L. neut. n. Flavobacterium,une bactérie jaune.